# Karl Baedeker
Karl Baedeker (Essen, 3 de novembro de 1801 — Koblenz, 4 de outubro de 1859, notação contemporânea: Karl Bædeker) foi um editor alemão e fundador do mundialmente famoso e ainda hoje publicado Guia de Viagem Baedeker.
Karl Baedeker era descendente de uma longa linhagem de tipógrafos, livreiros e editores. Era o mais velho de dez filhos de Gottschalk Diederich Bädeker (1778-1841), que herdou a editora fundada por seu próprio pai, Zacharias Gerhard Bädeker (1750–1800). A empresa também publicou o jornal local, o Essendische Zeitung, e a família esperava que Karl, também, desse continuidade a essa atividade.
Karl mudou a grafia do nome de família de Bädeker com o trema para Baedeker por volta de 1850.

## Biografia
Karl Baedeker nasceu em Essen, nessa época no Reino da Prússia, em 3 de novembro de 1801.
Depois de completar o ensino básico em Hagen, Baedeker saiu de casa em 1817 para estudar Ciências humanas em Heidelberg, onde também trabalhou por um tempo para o principal livreiro local, Jakob Christian Benjamin Mohr. Depois de prestar o serviço militar, mudou-se para Berlim, onde trabalhou como assistente de Georg Andreas Reimer, um dos principais livreiros da cidade, de 1823 a 1825. Retornou então, para Essen e trabalhou com seu pai até 1827, quando se mudou para Coblence (atual Koblenz) a fim de iniciar seu próprio negócio de venda de livros e publicações. Essen era, na ocasião, uma pequena cidade com cerca de 4000 habitantes e ele escolheu Koblenz para iniciar suas atividades, não apenas por ela ser uma cidade maior, mas também por ser a capital da província prussiana do Reno e um polo de desenvolvimento das atividades turísticas, que tinha muito mais a oferecer.
Em 1832, a empresa de Baedeker adquiriu a editora de Franz Friedrich Röhling, em Koblenz, que em 1828 tinha publicado um manual para quem viaja, pelo professor e historiador Johannes August Klein intitulado Rheinreise von Mainz bis Cöln, Handbuch für Schnellreisende. Este livro forneceu as sementes para os próprios guias de viagem de Baedeker. Depois que Klein morreu e o livro saiu de catálogo, ele decidiu publicar uma nova edição, incorporando algum material de Klein, e também acrescentou muitas de suas próprias ideias sobre o que achava que um guia de viagem deveria oferecer ao viajante ou leitor. O objetivo final de Baedeker era livrar o viajante de ter de procurar informações em outro lugar fora do guia de viagem: tais como rotas, transporte, alojamento, restaurantes, gorjetas, pontos turísticos, passeios e, claro, preços. Em resumo, tudo.
A série de guias de viagem, com a qual seu nome está associado, acompanhou o modelo da série inglesa instituída por John Murray, mas se desenvolveu ao longo dos anos de modo a cobrir a maior parte do mundo civilizado, e, posteriormente, foi publicada em inglês e francês, bem como em alemão, a inclusão de informações detalhadas sobre rotas, viagens e alojamento foi uma inovação.

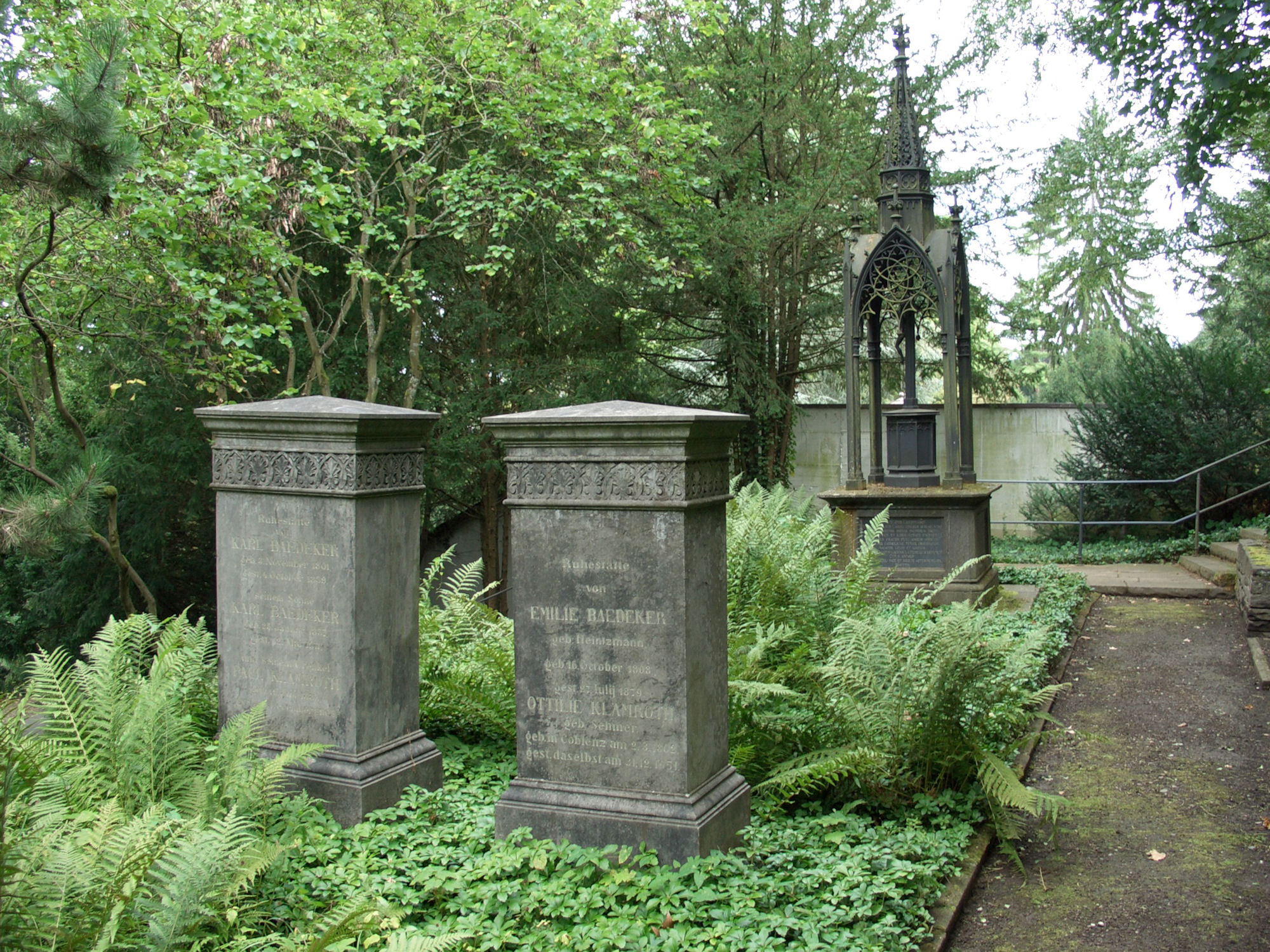
Túmulo de Karl Baedeker (à esquerda) no cemitério de Koblenz.

Baedeker foi sempre generoso em reconhecer a participação de John Murray III no incentivo a sua visão sobre o futuro desenvolvimento de seus guias. Como um livreiro em Koblenz, ele muitas vezes viu turistas entrarem em sua livraria carregando um guia Murray ou à procura de um. Na época, John Murray III era o líder no ramo, mas Baedeker estava prestes a mudar isso. Ele é muitas vezes referido como o "pai do turismo moderno".
Em 1846, Baedeker apresentou a sua famosa classificação por estrelas (para pontos turísticos, atrações e hospedagem) na terceira edição de seu Handbuch für Reisende durch Deutschland und den Oesterreichischen Kaiserstaat — uma ideia baseada no sistema de estrelas dos guias Murray. Esta edição foi também seu primeiro guia 'experimental' vermelho. Ele também decidiu chamar seus guias de viagem de 'manuais', seguindo o exemplo de John Murray III. Os primeiros guias Baedeker tinham capas em cor bronze, mas a partir de 1856 em diante, as encadernações vermelhas e letras douradas dos guias Murray se tornaram também a marca conhecida de todos os guias Baedeker, e o conteúdo tornou-se famoso pela sua clareza, detalhe e precisão.
Karl Baedeker foi sepultado no cemitério principal de Koblenz.
Os filhos de Baedeker: Ernst, Karl Júnior e Fritz continuaram o trabalho de seu pai. Ainda hoje são publicados guias de viagem com a marca Baedeker pela Editora Karl Baedeker, agora pertencente ao grupo editorial MairDumont em Ostfildern, próximo a Stuttgart.

## Publicações
- Franz Friedrich Röhling (editor): Rheinreise von Mainz bis Köln. Historisch, topographisch, malerisch  bearbeitet vom Prof. Joh. Aug. Klein. Mit zwölf lithographirten Ansichten merkwürdiger Burgen ec. in Umrissen. Koblenz, por Franz Röhling. 1828. [378 páginas]. «Digitalização» (em alemão). (Este livro foi mais tarde publicado por Baedeker)
- Rheinreise von Basel bis Düsseldorf mit Ausflügen in das Elsaß und die Rheinpfalz, das Murg- und Neckarthal, an die Bergstraße, in den Odenwald und Taunus, in das Nahe-, Lahn-, Ahr-, Roer-, Wupper- und Ruhrthal und nach Aachen, editado por K. Bädeker. Bädeker, Koblenz 1849. («Edição digitalizada» (em alemão). da Universidade e Biblioteca Estadual de Düsseldorf)
- Die Schweiz. Handbuch für Reisende, nach eigener Anschauung und den besten Hülfsquellen bearbeitet. Bädeker, Koblenz 1854 («Digitalizado» (em alemão). )
- Karl Bädeker (editor): Das Rheinthal von Mainz bis Köln. In malerischen Ansichten, besonders der Ritterburgen. Baseado nos desenhos de paisagens de  Johann Adolf Lasinsky. Em gravuras em aquarela de Rudolf Bodmer. 45 folhas. K. Bädeker. (O. O., o. J.)
- K. Bädeker: Handbuch für Reisende in Deutschland und dem Österreichischen Kaiserstaat, Koblenz, 1855 («Google-Digitalização» (em alemão). )
- K. Bädeker: Deutschland und das Österreichische Ober-Italien - Handbuch für Reisende, Koblenz, 1858 («Google-Digitalização» (em alemão). )
- K. Bädeker: Deutschland nebst Theilen der angrenzenden Länder, Erster Theil: Oesterreich, Süd- und West-Deutschland, Ober-Italien,  Koblenz, 1860 («Google-Digitalização» (em alemão). )

## Homenagem
- O astrônomo alemão Freimut Börngen deu o nome de 23578 Baedeker ao asteroide descoberto por ele em 1995.